# 菅原清春
 菅原 清春（すがわら きよはる）は、宮城県大崎市出身の卓球選手。宮城県古川高等学校を経て慶應義塾大学に進学。

## 来歴
宮城県大崎市出身。高校は地元の宮城県古川高等学校に進学、卓球部に入り長谷川順平先生のフットワークを重視した指導を受ける。1961年（昭和36年）にダブルスランキング全国3位、東北1位、個人ランキングでは東北5位。一学年上の久光貞夫とダブルスを組みインターハイ全国3位に入賞。シングルスでは二回戦名門京都東山高校のエースに快勝、三回戦は秋田県代表の森川に勝利、四回戦ランク決勝で千葉県代表の野平に敗れる。この後、菅原、森川、野平の三人は大学時代まで良きライバルとしてしのぎをけずることになる。
慶應義塾大学に進学。慶應のエースとして1963年（昭和38年）の全国都市対抗で三木、木村の両選手を破った。1964年（昭和39年）二年生時に東日本学生ランキング4位、全日本学生ランク11位にランクする。その年の全日本選手権では準々決勝に進出しランキング5位に野平と共に入り世界選手権日本代表の最終選考まで残ったが野平が選ばれ出場権を得た。秋の国体では宮城県代表として出場し東京都に敗れ3位に入賞した。慶応大学の同じ学年には菊地（東日本学生7位、全日本学生8位）がいる。

## 主な戦績
- 1961年 インターハイ・男子シングルス　5位
- 1961年  東北総体・男子ダブルス　1位
- 1961年 インターハイ・男子ダブルス　3位
- 1964年 全日本選手権・男子シングルス　5位
- 1964年 国体・団体（宮城県代表）　3位